# 古城区
古城区是中华人民共和国云南省丽江市下属的市辖区，也是丽江市人民政府所在地。全区面积1262平方千米，2020年总人口28.88万人，区人民政府驻西安街道。

## 历史
2002年12月26日，丽江地区撤地设市，同时撤销丽江纳西族自治县，分设古城区及玉龙纳西族自治县。2003年5月18日，古城区正式成立。

## 行政区划
古城区下辖7个街道办事处、2个镇、1个乡、1个民族乡：
西安街道、大研街道、祥和街道、束河街道、金山街道、开南街道、文化街道、金安镇、七河镇、大东乡和金江白族乡。

## 经济
2022年，古城区生产总值达208.54亿元，按可比价格计算，比上年增长3.1%。其中第一产业增加值8.73亿元，增长4.8%；第二产业增加值52.04亿元，增长8.6%；第三产业增加值147.77亿元，增长1.2%。三次产业结构为4.2∶24.9∶70.9。人均生产总值74,371元。城乡常住居民人均可支配收入分别为47,854元、24,501元。职工年平均工资115,617元。地方一般公共预算收入7.58亿元，人均2,705元。地方一般公共预算支出24.09亿元，人均8,593元。

## 人口
2020年第七次人口普查结果，古城区总人口（常住人口）共有288,787人，城镇人口238,828人（占82.70%），乡村人口49,959人（占17.30%）。共有男性146,455人、女性142,332人，性别比为102.90。0—14岁人口共38,646人（占13.38%），15—59岁人口共217,606人（占75.35%），60岁及以上人口共32,535人（占11.27%），其中65岁及以上人口共23,652人（占8.19%）。大学专科学历及以上人口有67,985人，15岁以上的文盲有5,208人，占15岁以上人口的2.08%。

## 交通
- 蓉丽高速、 大丽高速、 丽上高速、 348国道、 353国道过境。

## 名胜古迹
- 丽江古城
- 丽江黑龙潭：国家AAA级名胜区。

## 文化
- 东巴文化
- 纳西古乐